# Élections législatives singapouriennes de 2011

Circonscriptions électorales.
Elles élisent 1 membre (rose), 4 (jaune), 5 (vert) ou 6 (bleu).

Les élections législatives singapouriennes de 2011 sont des élections législatives qui ont eu lieu à Singapour le 7 mai 2011, pour un parlement monocaméral, qui comprend 87 membres élus pour un mandat maximum de cinq ans. 2 057 690 personnes y ont participé (le vote est obligatoire à Singapour).
Le Parti d'action populaire, au pouvoir depuis 1959, a remporté 81 sièges et le Parti des travailleurs de Singapour les 6 autres, ce qui représente le meilleur résultat d'un parti d'opposition depuis l'indépendance,. Dans la circonscription (Group Representation Constituency ou GRC) d'Aljunied, qui envoie 5 élus au parlement, le ministre des affaires étrangères George Yeo a été battu par Low Thia Khiang, le secrétaire général du parti des travailleurs. C'est la première fois qu'un GRC est perdu par le Parti d'action populaire.